# Трепова, Дарья Евгеньевна
Да́рья Евге́ньевна Тре́пова (род. 16 февраля 1997, Санкт-Петербург) — жительница Санкт-Петербурга, осуществившая в 2023 году взрыв в кафе на Университетской набережной в Санкт-Петербурге, в результате которого погиб военный блогер Владлен Татарский, а более 40 человек пострадали. 25 января 2024 года 1-м Западным окружным военном судом признана виновной в совершении теракта, незаконном обороте взрывных устройств, подделке документов и приговорена к 27 годам лишения свободы.

## Биография
Родилась 16 февраля 1997 года в Санкт-Петербурге. Среднее образование получила в лицее № 408 в Пушкине. Издание «Московский комсомолец» отмечало, что отец девушки умер, когда она оканчивала учёбу в лицее. Мать Треповой после смерти супруга вступила в новые отношения и, согласно сведениям СМИ, по состоянию на апрель 2023 года находилась в декретном отпуске. Несмотря на семейные проблемы, Дарье удалось достичь высоких показателей при сдаче ЕГЭ: так, экзамен по русскому языку девушка сдала на 100 баллов из 100 возможных. Собеседнику «Русской службы Би-би-си» Трепова в период обучения в лицее запомнилась как весёлая девушка, не придерживавшаяся никаких политических взглядов.
По сообщениям СМИ, после окончания школы, поступила на медицинский факультет Санкт-Петербургского государственного университета. Обучение в вузе совмещала с подработкой в стоматологии, а позже — с выполнением заказов в качестве дизайнера-фрилансера и работой администратором в магазине винтажной одежды. В социальных сетях Дарью Трепову знали как активистку Дашу Тыковку. Она вращалась в либеральных и феминистических кругах, была вегетарианкой и экоактивисткой. Как отмечали знакомые, она посещала мероприятия российской оппозиции. В 2019 году отчислилась из университета по собственному желанию.
После начала российского вторжения на Украину участвовала в антивоенных протестах: 24 февраля 2022 года была задержана напротив дома № 35 на Невском проспекте в Санкт-Петербурге и позднее арестована Красносельским районным судом Санкт-Петербурга на 10 суток «за нарушение санитарных норм и создание помех для движения пешеходов и транспортных средств» (ст. 20.2.2 Кодекса РФ об административных правонарушениях). «Доказательств вины Треповой в решении не приводится — лишь указано, что она проигнорировала требование полиции разойтись и „добровольно продолжила участвовать в мероприятии“. В то время как „лица, не участвующие в мероприятии… заблаговременно покинули место его проведения“. Обжаловать арест Треповой её защитнику не удалось», — указывает «Русская служба Би-би-си». Позже переехала в Москву, где снимала квартиру неподалёку от станции метро «Медведково», а затем в Грузию, где проживала в течение полугода.
Из-за финансовых трудностей была вынуждена вернуться в Россию. СМИ обращали внимание на оставленные в октябре 2022 года записи девушки в «Твиттере», в которых, например, она сообщала, что «думает о самоубийстве от 20 до 150 раз в день» «без нотки жалости к себе». В следующем месяце Трепова удалила свой твиттер-аккаунт.
9 марта 2023 года зарегистрировалась в качестве индивидуального предпринимателя («торговля розничная по почте или по информационно-коммуникационной сети Интернет»). По свидетельствам друзей, Трепова начала заниматься продажей вещей и аксессуаров и её материальное положение заметно улучшилось.

## Дело об убийстве Владлена Татарского
2 апреля 2023 года в помещении расположенного в центре Санкт-Петербурга и принадлежавшего Евгению Пригожину кафе «Патриот» (ранее — Street Food Bar № 1) проходила встреча с военным блогером Владленом Татарским. В 18:13 произошёл взрыв самодельного взрывного устройства, в результате которого сам Татарский погиб на месте, 42 человека пострадали. Главным следственным управлением Следственного комитета России по Санкт-Петербургу было возбуждено уголовное дело об убийстве, совершённом общеопасным способом (п. «е» ч. 2 ст. 105 Уголовного кодекса РФ), однако позже квалификация была изменена: следователи усмотрели в произошедшем признаки террористического акта.

### Следствие и суд
В совершении преступления обвинили Дарью Трепову, которая, согласно версии следствия, присутствовала на встрече с Татарским и передала ему статуэтку (бюст самого Татарского), начинённую взрывчаткой. По версии Следственного комитета РФ, Трепова, «выполняя указания лиц, действовавших с территории Украины, принесла в кафе в центре Санкт-Петербурга статуэтку, начинённую взрывчаткой, и передала её военному корреспонденту Максиму Фомину». В Национальном антитеррористическом комитете взрыв связали с деятельностью объявленного в России экстремистским «Фонда борьбы с коррупцией». Трепову объявили в федеральный розыск, и 4 апреля 2023 года она была задержана.
Задержанную Трепову этапировали в Москву для избрания меры пресечения, ей было предъявлено обвинение в совершении теракта и незаконном ношении взрывчатых устройств (п. «е» ч. 2 ст. 105, ч. 4 ст. 222.1 Уголовного кодекса РФ). 4 апреля 2023 года Басманный районный суд города Москвы удовлетворил ходатайство следствие об избрании Треповой меры пресечения в виде заключения под стражу. Заседание проходило в закрытом режиме «с целью сохранения тайны предварительного следствия», против этого выступали Трепова и её защита. 12 апреля стало известно, что защита Треповой обжаловала арест, однако 24 апреля Московский городской суд оставил меру пресечения в силе. 28 апреля Росфинмониторинг внёс Трепову в перечень лиц и организаций, в отношении которых имеются сведения об их причастности к экстремистской деятельности или терроризму. 1 июня суд продлил арест Треповой на три месяца, 25 августа — ещё на три. 15 ноября 2023 года в 1-м Западном окружном военном суде началось рассмотрение уголовного дела.

В суде Трепова заявила, что не знала о готовящемся убийстве и лишь выполняла указания журналиста Романа Попкова (его заочно обвинили в организации преступления) и некоего человека под псевдонимом Гештальт. Дарья признала вину в использовании поддельных документов, но не в теракте и незаконном обороте взрывного устройства:
«Я не знала, что в статуэтке взрывное устройство, я думала, что там только подслушивающее».
Суд приговорил Дарью Трепову к 27 годам лишения свободы в исправительной колонии общего режима. Это самый суровый из известных общественности приговоров для женщин в современной России. 20 мая 2024 года приговор вступил в законную силу. В июне 2024 года, по словам её адвоката, Трепову этапировали из петербургского СИЗО в колонию для отбывания наказания.

## Личная жизнь
Замужем за политическим активистом и членом Либертарианской партии России Дмитрием Рыловым; супруги вместе участвовали в антивоенных протестах; как отмечает «Коммерсантъ», некоторые Telegram-каналы характеризуют данный брак как фиктивный. После начала мобилизации Рылов покинул Россию и уехал в Грузию.